# استان تامبوپاتا
استان تامبوپاتا (به اسپانیایی: Provincia de Tambopata) یک استان در پرو است که در منطقه مادره ده دیوس واقع شده‌است. استان تامبوپاتا ۳۶٬۲۶۸٫۴۹ کیلومتر مربع مساحت و ۶۷٬۲۹۸ نفر جمعیت دارد.